# Le Cadavre anglais
Le Cadavre anglais est un roman policier historique de Jean-François Parot publié en 2007.

## Résumé
En 1777, un prisonnier incarcéré en secret semble s'être tué en s'évadant du For-l'Évêque et Nicolas est appelé. L'autopsie montre qu'il n'est pas mort de chute ; il a été tué. 
Peu après, Jeanne Campan convoque Nicolas à Versailles et lui révèle que Rose Bertin, marchande de mode, a été escroquée par Mme Cahuet de Villers qui a imité sa signature. La reine lui dit ensuite qu'elle aussi a été victime de ce stratagème lié à des dettes de jeu énormes. 
Sartine conseille à Nicolas de se rapprocher du fermier général Béranger. Lavalée, peintre, est enlevé et ses toiles détruites. Le cadavre est frauduleusement mené au cimetière de Clamart. Nicolas établit que le mort est Peilly, horloger. Freluche, modèle et maitresse de Lavalée est trouvée morte après avoir quitté Nicolas. Il arrête Rivoux, amant d'Agnes, filleule de Le Roy, patron de Peilly. Nicolas démêle toutes ces affaires.

## Adaptation à la télévision
2017 : Le Cadavre anglais, épisode de la série télévisée Nicolas Le Floch, avec Jérôme Robart dans le rôle de Nicolas Le Floch